# Schnüffelsonde
Eine Schnüffelsonde ist eine Prüfsonde, mit deren Hilfe räumlich begrenzte elektrische oder magnetische Wechselfelder bzw. austretende Gase lokalisiert werden können.

## Elektrotechnik
Schnüffelsonden für elektrische Felder arbeiten nach dem Prinzip der Ladungsverschiebung in einer Kapazität in Abhängigkeit von der Feldstärke und sind als kleine isolierte Kugeln ausgeführt. Die magnetischen Schnüffelsonden sind als kleine Spulen (bzw. Stromwandler) ausgeführt, die das örtliche magnetische Wechselfeld in eine Wechselspannung wandeln. Diese Sonden werden an Messgeräte angeschlossen, die den Messwert verstärken und anzeigen. Mit Hilfe von Schnüffelsonden können elektromagnetische Störquellen entdeckt werden.
Siehe auch: elektromagnetische Verträglichkeit, Antenne

## Vakuumtechnik
Bei der Dichtheitsprüfung mit Überdruck wird eine Schnüffelsonde entlang der Dichtungen und möglicher undichter Stellen bewegt. Dabei wird austretendes Gas erfasst und durch ein Nachweisgerät akustisch gemeldet. So ist eine genaue Ortung des Lecks möglich.